# Campiña de Morón y Marchena
La Campiña de Morón y Marchena és una comarca situada a la província de Sevilla, a Andalusia.
Comprèn els municipis de Coripe, El Arahal, La Puebla de Cazalla, Marchena, Montellano, Morón de la Frontera i Paradas. Limita a l'est amb la Sierra Sur de Sevilla, al sud amb la Sierra de Cádiz, a l'oest amb el Bajo Guadalquivir i la Comarca Metropolitana de Sevilla, i al nord amb la Campiña de Carmona i la Comarca d'Écija.